# شملهن (قلنسية)

تعديل مصدري - تعديل

شملهن هي إحدى قرى عزلة جزيرة صابور كمال فرعون بمديرية قلنسية وعبد الكوري التابعة لمحافظة أرخبيل سقطرى، بلغ تعداد سكانها 63 نسمة حسب تعداد اليمن لعام 2004.